# Фредузески, Франсиэли
Франсиэли Гонзага Фредузески (порт. Franciely Gonzaga Freduzeski; 2 октября 1978, Ларанжейрас-ду-Сул, Парана, Бразилия) — бразильская актриса и модель.

## Биография
Франсиэли Гонзага Фредузески родилась в Ларанжейрас-ду-Суле и выросла в Куритиба, где с 12 лет занималась на различных театральных курсах. Изучала право в Universidade Estácio de Sá.
Дебютировала на телевидении в 1999 году в юмористической программе «A Turma do Didi». Позже работала на шоу «Você Decide», снялась в теленовеллах «Клон» и «Америка», в мини-сериале «Amazônia, de Galvez a Chico Mendes» на телеканале «Globo».
В июле 2002 года снялась для обложки журнала «Playboy».
В 2007 году снялась в сериале «Donas de Casa Desesperadas», бразильской версии «Отчаянных домохозяек», показанной телеканалом «RedeTV!». В следующем году вернулась на «Globo» и приняла участие в сериалах «Casos e Acasos» и «Malhação».
Франсиэли участвовала в первом сезоне реалити-шоу «A Fazenda» на «Rede Record» в 2009 году. После ухода из программы подписала трёхлетний контракт с телекомпанией и снялась в теленовелле «Bela, a Feia».
В 2011 году попыталась вернуться в реалити-шоу «A Fazenda», на этот раз в четвёртый сезон, но не была выбрана общественностью. В том же году подписывает новый контракт с «Rede Record» ещё на четыре года.

## Избранная фильмография
| Год  |   | Русское название | Оригинальное название | Роль                |
| ---- | - | ---------------- | --------------------- | ------------------- |
| 2001 | с | Клон             | O Clone               | Роберта «Бета» Леми |